# Zimsko prvenstvo Jugoslavije u vaterpolu 1970.
Zimsko prvenstvo Jugoslavije za 1970. godinu je osvojila Mladost iz Zagreba.

## Ljestvice
Poredak završnog dijela prvenstva.
```
1. Mladost Zagreb
2. Partizan Beograd
3. Jadran Split
4. POŠK Split
```